# DR V 6001 bis V 6003
Die V 6001 bis V 6003 waren drei Diesellokomotiven der Deutschen Reichsbahn (DR), die für den Rangierdienst mit hydrostatischer Kraftübertragung konzipiert waren.

## Geschichte
Die drei Fahrzeuge wurden auf Bestellung der DR von der Maschinenbau-Gesellschaft Karlsruhe produziert, während die Dieselmotoren von den Motorenwerken Mannheim stammten. Ähnliche Exemplare wurden vorher bereits von der Motorlokomotiv-Verkaufsgesellschaft mbH Baden (Zusammenschluss aus den Badische Lokomotivwerke Mosbach, ab 1925 Gmeinder & Co. GmbH, der Maschinenbau-Gesellschaft Karlsruhe und den Motorenwerken Mannheim) vertrieben.
1924 wurde die erste Lokomotive auf der Eisenbahntechnischen Ausstellung in Seddin vorgestellt, danach soll die Maschine im Ausbesserungswerk Schwetzingen eingesetzt worden sein. Später wurden noch zwei weitere Lokomotiven dazubeschafft. 1930 wurden die Fahrzeuge in V 16 001 bis V 16 003 umgezeichnet. Über den weiteren Weg der Fahrzeuge gibt es in der Literatur keine Angaben. Es wurde lediglich vermerkt, dass es sie gab. Vermutlich wurden die Lokomotiven, die vor der Serienreife der hydrodynamischen Kraftübertragung entstanden, nach der Fertigentwicklung dieser nicht mehr benötigt.

## Technische Merkmale
Die Ausstellung der Lokomotive auf der Eisenbahntechnischen Ausstellung in Seddin verdankt die Lokomotive eine ausführliche Beschreibung und Skizzierung in Glasers Annalen.
Die Lokomotive besaß einen einfachen Blechrahmen, in dessen Rahmenwangen die Ausschnitte für die Achslager und die Blindwelle eingearbeitet waren. Die Achslager waren als Gleitlager ausgeführt. Der Lokkasten war als Vorbautenkonstruktion ausgeführt. Im vorderen, größeren Vorbau war der Antriebsmotor untergebracht. Daran schloss sich der Führerstand mit den Bedienelementen und einer Stahlflasche zum Anlassen des Motors an. Unter dem Führerstand lag der im Rahmen gelagerte hydrostatische Motor, der konzentrisch mit der Blindwelle gelagert war und über diese und Stangenantrieb die Räder antrieb. Im hinteren, kürzen Vorbau war die Hydraulikpumpe und die Kühlanlage für den Dieselmotor untergebracht. Die Vorbauten waren über die gesamte Höhe schmaler als der Führerstand ausgeführt, um eine gute Sicht vom Führerstand zu gewährleisten. Der freie Raum konnte als Umlauf genützt werden.
Die Maschinenanlage der Lokomotive bestand aus einem Vierzylinder-Viertakt-Dieselmotor der Motorenwerke Mannheim mit einer Leistung von 160 PS bei 375 min−1  und dem hydrostatischem Getriebe nach dem Patent von Lenz & Co. Die Wahl der Fahrtrichtung erfolgte bei stehender Lokomotive durch einen Umsteuerungshebel. Beim Anfahren und Geschwindigkeitswechsel wurde lediglich das Handrad im Führerstand betätigt. Mit ihm wurde bei gleichbleibender Drehzahl des Dieselmotors ein Stufenschalter verändert, mit dem die Fördermenge der Hydraulikpumpe geändert wurde. Diese bestand aus drei Kapselpumpen, bei der Geschwindigkeitsstufe I (8 km/h) drehte der hydrostatische Motor mit 42,5 min−1, es wurde nur eine Kapselpumpe verwendet, bei der Geschwindigkeitsstufe II (16 km/h) drehte der hydrostatische Motor mit 85 min−1, dabei wurden zwei Kapselpumpen verwendet und bei der Geschwindigkeitsstufe III (26 km/h) drehte der hydrostatische Motor mit 1.380 min−1, und es wurden alle drei Kapselpumpen verwendet. Der Dieselmotor hatte bei allen Geschwindigkeitsstufen dieselbe Drehzahl, die Zugkräfte bei den Geschwindigkeitsstufen betrugen 32 kN, 16,5 kN und 11 kN. Die Ausführung des Stufenschalters ermöglichte eine Umschaltung von Fahrstufe zu Fahrstufe unter Last ohne Einbüßung der Zugkräfte. Beim Fahrten im Leerlauf musste zur Vermeidung von unzulässigen Drücken und des Bremsvorganges des Öles ein Getriebefahr-Ventil betätigt werden. Gekühlt wurde der Dieselmotor und das Übertragungsöl durch Wasser.